# La Longeville
La Longeville és un municipi francès situat al departament del Doubs i a la regió de Borgonya - Franc Comtat. L'any 2007 tenia 611 habitants.

## Demografia

### Població
El 2007 la població de fet de La Longeville era de 611 persones. Hi havia 202 famílies de les quals 41 eren unipersonals (29 homes vivint sols i 12 dones vivint soles), 45 parelles sense fills, 99 parelles amb fills i 17 famílies monoparentals amb fills.
La població ha evolucionat segons el següent gràfic:
Habitants censats

### Habitatges
El 2007 hi havia 271 habitatges, 221 eren l'habitatge principal de la família, 41 eren segones residències i 9 estaven desocupats. 221 eren cases i 50 eren apartaments. Dels 221 habitatges principals, 174 estaven ocupats pels seus propietaris, 37 estaven llogats i ocupats pels llogaters i 10 estaven cedits a títol gratuït; 2 tenien una cambra, 6 en tenien dues, 28 en tenien tres, 53 en tenien quatre i 132 en tenien cinc o més. 202 habitatges disposaven pel capbaix d'una plaça de pàrquing. A 84 habitatges hi havia un automòbil i a 129 n'hi havia dos o més.

### Piràmide de població
La piràmide de població per edats i sexe el 2009 era:
| Homes | Edats   | Dones |
| ----- | ------- | ----- |
| 0     | 95 o +  | 0     |
| 0     | 90 a 94 | 4     |
| 0     | 85 a 89 | 0     |
| 0     | 80 a 84 | 0     |
| 12    | 75 a 79 | 8     |
| 4     | 70 a 74 | 8     |
| 16    | 65 a 69 | 20    |
| 12    | 60 a 64 | 0     |
| 12    | 55 a 59 | 16    |
| 12    | 50 a 54 | 20    |
| 8     | 45 a 49 | 8     |
| 12    | 40 a 44 | 8     |
| 28    | 35 a 39 | 24    |
| 32    | 30 a 34 | 20    |
| 8     | 25 a 29 | 20    |
| 12    | 20 a 24 | 4     |
| 16    | 15 a 19 | 8     |
| 28    | 10 a 14 | 28    |
| 36    | 5 a 9   | 8     |
| 28    | 0 a 4   | 12    |

## Economia
El 2007 la població en edat de treballar era de 383 persones, 305 eren actives i 78 eren inactives. De les 305 persones actives 291 estaven ocupades (164 homes i 127 dones) i 14 estaven aturades (4 homes i 10 dones). De les 78 persones inactives 20 estaven jubilades, 25 estaven estudiant i 33 estaven classificades com a «altres inactius».

### Ingressos
El 2009 a La Longeville hi havia 231 unitats fiscals que integraven 659 persones, la mediana anual d'ingressos fiscals per persona era de 20.062 €.

### Activitats econòmiques
Dels 15 establiments que hi havia el 2007, 3 eren d'empreses alimentàries, 2 d'empreses de fabricació d'altres productes industrials, 2 d'empreses de construcció, 5 d'empreses de comerç i reparació d'automòbils, 1 d'una empresa d'hostatgeria i restauració, 1 d'una entitat de l'administració pública i 1 d'una empresa classificada com a «altres activitats de serveis».
Dels 3 establiments de servei als particulars que hi havia el 2009, 1 era un taller de reparació d'automòbils i de material agrícola, 1 guixaire pintor i 1 lampisteria.
L'any 2000 a La Longeville hi havia 18 explotacions agrícoles que ocupaven un total de 767 hectàrees.

## Equipaments sanitaris i escolars
El 2009 hi havia una escola elemental.

## Poblacions més properes
El següent diagrama mostra les poblacions més properes.